# Craugastor punctariolus
Craugastor punctariolus là một loài ếch thuộc họ Leptodactylidae.
Đây là loài đặc hữu của Panama.
Môi trường sống tự nhiên của chúng là vùng núi ẩm nhiệt đới hoặc cận nhiệt đới, sông ngòi, và sông có nước theo mùa.
Chúng hiện đang bị đe dọa vì mất môi trường sống.

## Hình ảnh

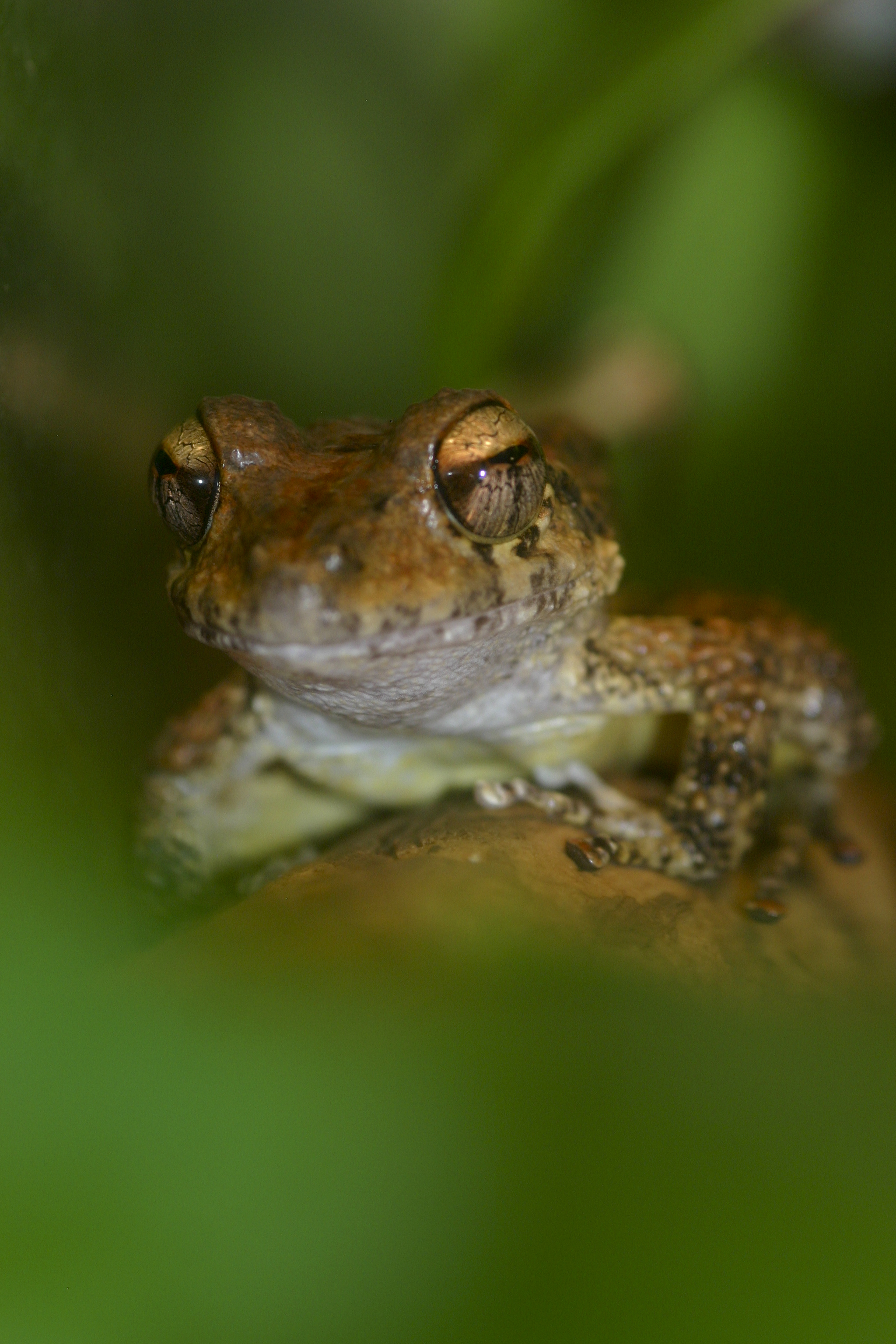
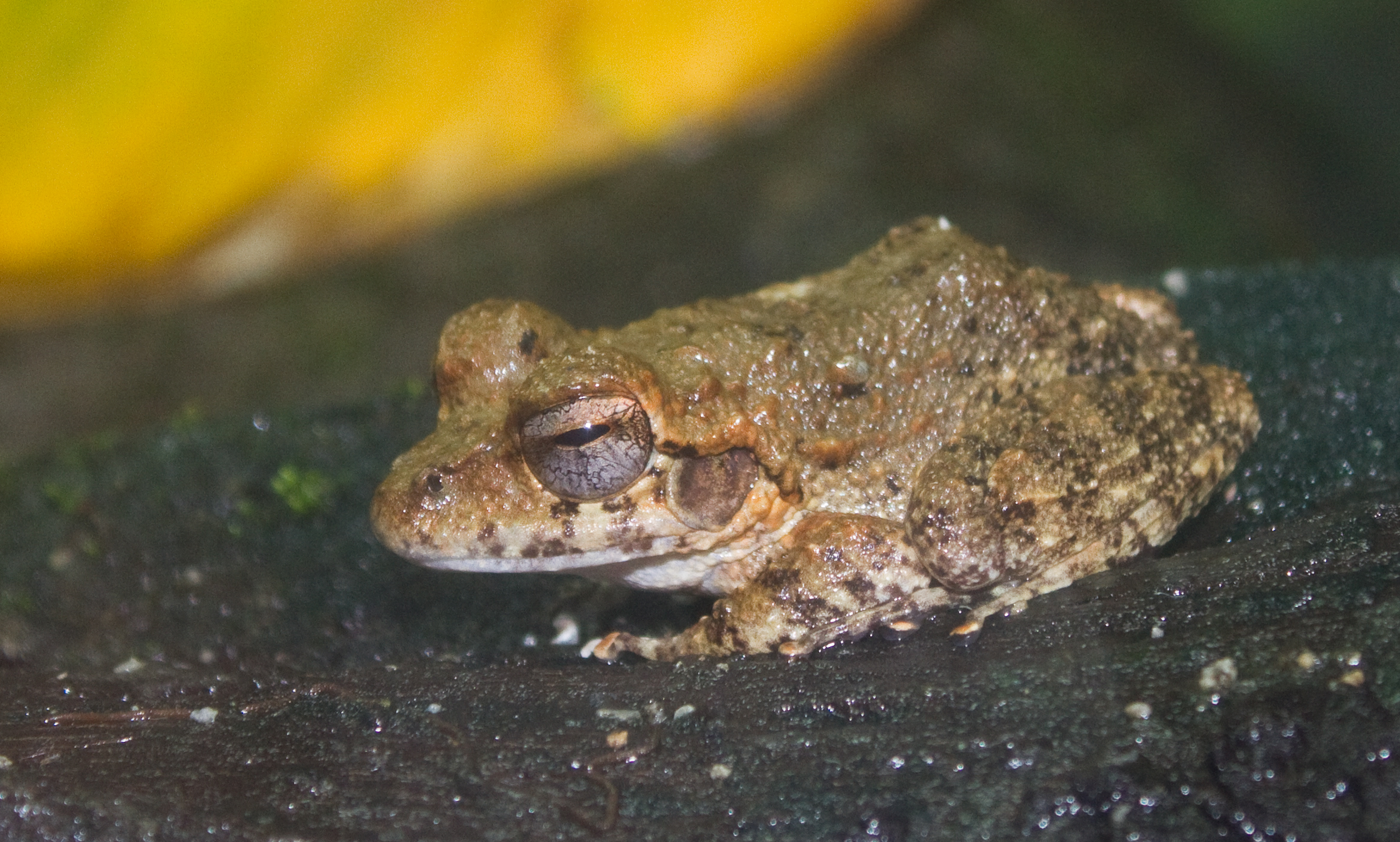